# Sideridis palleuca
Sideridis palleuca är en fjärilsart som beskrevs av Turner 1930. Sideridis palleuca ingår i släktet Sideridis och familjen nattflyn. Inga underarter finns listade i Catalogue of Life.